# Brđani Kosa
Brđani Kosa falu Horvátországban, Sziszek-Monoszló megyében. Közigazgatásilag Sunjához tartozik.

## Fekvése
Sziszek városától légvonalban 14, közúton 22 km-re délkeletre, községközpontjától  légvonalban 7, közúton 9 km-re nyugatra, a sziszeki Szávamentén, Kinjačka és Brđani Cesta között fekszik.

## Története
Brđani falu a térség török alóli felszabadítása után, a 18. század elején pravoszláv lakossággal betelepített falvak közé tartozik. Neve a brdo (hegy) főnévből származik, jelentése hegyen lakók. A falu 1773-ban az első katonai felmérés térképén „Dorf Berdgyany” néven szerepel. A településnek 1857-ben 241, 1910-ben 600 lakosa volt. Zágráb vármegye Petrinyai járásához tartozott.
Brđani Kosa 1948-ig Brđani része volt, lakosságát csak 1953-tól számlálják önállóan. Neve arra utal, hogy itt voltak a falu kaszálói, míg az útmenti rész a Brđani Cesta nevet kapta.
A délszláv háború előtt a falu csaknem teljes lakossága szerb nemzetiségű volt. 1991. június 25-én a független Horvátország része lett. A délszláv háború idején szerb lakossága a JNA erőihez csatlakozott. Északi határa egyben a Krajinai Szerb Köztársaság határa is volt. A falut 1995. augusztus 5-én a Vihar hadművelettel foglalta vissza a horvát hadsereg. A szerb lakosság nagy része elmenekült. A településnek 2011-ben 117 lakosa volt.

## Népesség
| Lakosság változása | Lakosság változása | Lakosság változása | Lakosság változása | Lakosság változása | Lakosság változása | Lakosság változása | Lakosság változása | Lakosság változása | Lakosság változása | Lakosság változása | Lakosság változása | Lakosság változása | Lakosság változása | Lakosság változása | Lakosság változása |
| ------------------ | ------------------ | ------------------ | ------------------ | ------------------ | ------------------ | ------------------ | ------------------ | ------------------ | ------------------ | ------------------ | ------------------ | ------------------ | ------------------ | ------------------ | ------------------ |
| 1857               | 1869               | 1880               | 1890               | 1900               | 1910               | 1921               | 1931               | 1948               | 1953               | 1961               | 1971               | 1981               | 1991               | 2001               | 2011               |
| 0                  | 0                  | 0                  | 0                  | 0                  | 0                  | 0                  | 0                  | 0                  | 219                | 247                | 213                | 210                | 223                | 117                | 103                |

(1948-ig lakosságát Brđanihoz számították.)

## Nevezetességei
Brđani Szent György tiszteletére szentelt pravoszláv templomát 1888-ban építették a 18. századi templom helyén. 1941-ben az usztasák lerombolták. 1946-ban a hívek egy új kis fatemplomot építettek helyette, mely a délszláv háborúban semmisült meg.